# Museo Arqueológico y Etnográfico de Tekirdağ
El Museo Arqueológico y Etnográfico de Tekirdağ (en turco Tekirdağ Arkeoloji ve Etnografya Müzesi) es uno de los museos de Turquía. Está ubicado en la ciudad de Tekirdağ, que está situada en la provincia de su mismo nombre. 

## Edificio
Un primer museo etnográfico se creó en 1967 y funcionó en un pequeño edificio hasta 1977 pero sus fondos fueron transferidos a otro edificio que fue construido en 1927 por el arquitecto Kazım Tahsin. Hasta 1976 fue la casa del gobernador y desde 1992 empezó a funcionar como museo. Se trata de un edificio de dos plantas donde destaca el diseño de sus ventanas y los azulejos de Iznik que lo decoran.

## Arqueología
La parte arqueológica del museo alberga una serie de objetos arqueológicos de la región en torno a Tekirdağ. Los más antiguos son herramientas de piedra que pertenecen al Paleolítico inferior. Otras herramientas de piedra y hueso, puntas de lanza y flecha, estatuillas y vasijas pertenecen al Neolítico, al Calcolítico, a la Edad del Bronce y a la Edad del Hierro. Son muy destacables los hallazgos procedentes del montículo de Toptepe. 
Por otra parte figuran obras procedentes de las antiguas ciudades de Perinto, Hereontico, Bisante y Apri, como monedas, lámparas, joyas y jarrones de cerámica que pertenecen a distintas épocas. Pueden destacarse una serie de estatuillas votivas y objetos relacionados con un centro de culto y de sanación que había en Hereontico. También está expuesta la recreación de un túmulo funerario, con el esqueleto y el ajuar, de un príncipe odrisio que fue hallado en Harekattepe.
En otra área del museo se expone ánforas procedentes de la ciudad medieval de Gano, que comercializaba su producción de vino. Es también destacable una cratera del pintor Sileo que representa el rescate del cuerpo de Héctor, un episodio de la Ilíada de Homero.
En el jardín del museo se exponen sarcófagos, estelas funerarias, elementos arquitectónicos, y otros objetos de piedra monumentales de los periodos helenístico, romano, bizantino y otomano.
|                                      |
| Herramientas de piedra prehistóricas |

|                                                       |
| Esqueleto y ajuar funerario del túmulo de Harekattepe |

|                                                                                     |
| Algunas de las vitrinas del museo, con la cratera pintada por Sileo en primer plano |

|                                           |
| Las ánforas de Gano expuestas en el museo |

## Etnografía
La sección etnográfica del museo expone piezas de uso cotidiano de los periodos otomano y posteriores. Entre ellas se encuentran armas, vasijas de vidrio y metal, joyas y diferentes tipos de tejidos. También se recrean salas con actividades tradicionales.